# Cael Sanderson
Cael Norman Sanderson (Salt Lake City, 20 giugno 1979) è un ex lottatore e allenatore di lotta statunitense, specializzato nella lotta libera, campione olimpico ai Giochi di Atene 2004 nel torneo degli 84 chilogrammi.

## Palmarès
- Giochi olimpici

Atene 2004: oro negli 84 kg;
- Mondiali

New York 2003: argento negli 84 kg;
- Giochi panamericani

Santo Domingo 2003: bronzo negli 84 kg;